# Hili Simaetano

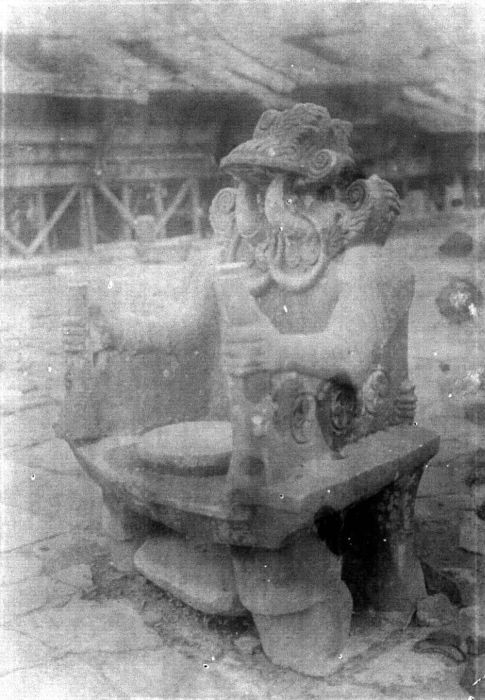
Trono del capo di Hili Simaetano (collezione del Tropen Museum), autore sconosciuto

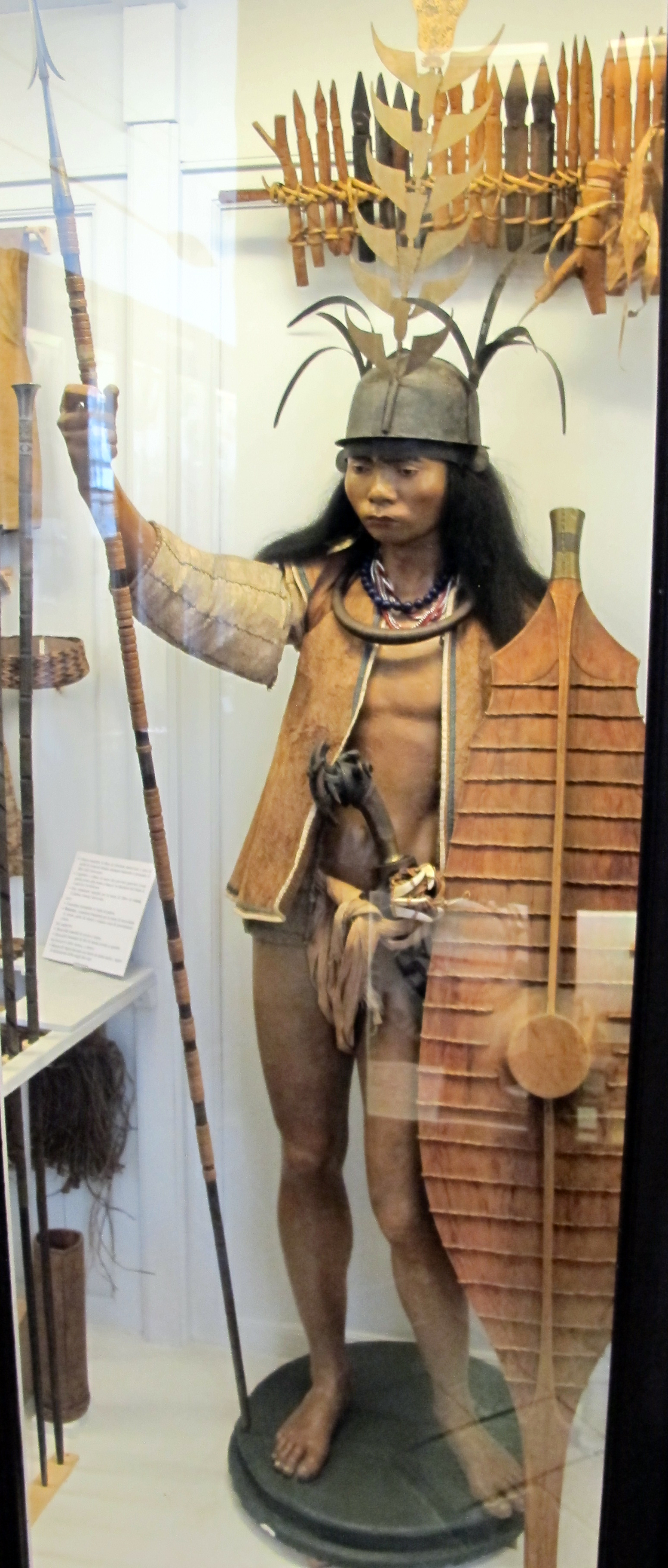
Manichino con le armi e gli abiti del guerriero Canolo -collezione Modigliani, Museo di Storia Naturale di Firenze

Hili Simaetano (fino a metà 1800 conosciuta come Fadoro) è un villaggio dell'Isola di Nias (Sumatra, Indonesia), famoso per la fierezza e le capacità dei suoi guerrieri.
La potenza dei suoi capi fu tale, alla fine del 1800, da renderlo l'unico rivale di Bawo Mataluo, il più forte villaggio della regione di Nias Salatan.
Di Hili Siamaetano parla diffusamente l'esploratore Elio Modigliani, che visitò questo villaggio nel 1886, nel suo libro "Un viaggio a Nias", pubblicato nel 1890.

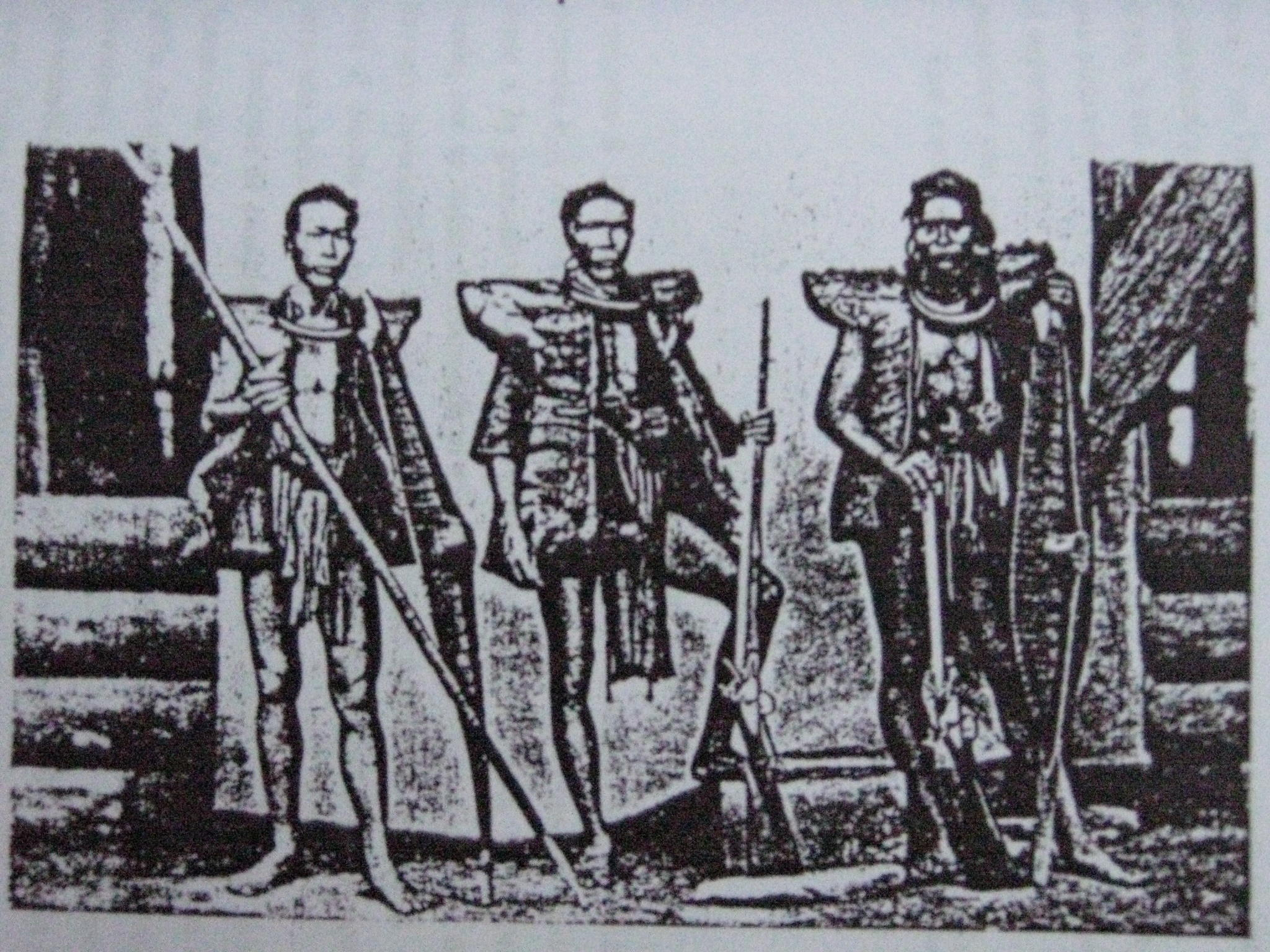
Foto di Elio Modigliani 1886

Nel medesimo volume, Modigliani fa un esauriente resoconto del suo studio circa la storia di questa regione.
I colonizzatori olandesi non erano mai riusciti a soggiogare la parte sud dell'isola, Nias Salatan, dominio dei tagliatori di teste, che, in continua guerra tra loro stessi, vendevano schiavi ai pirati malesi, quelli stessi che ispirarono le opere di Emilio Salgari.

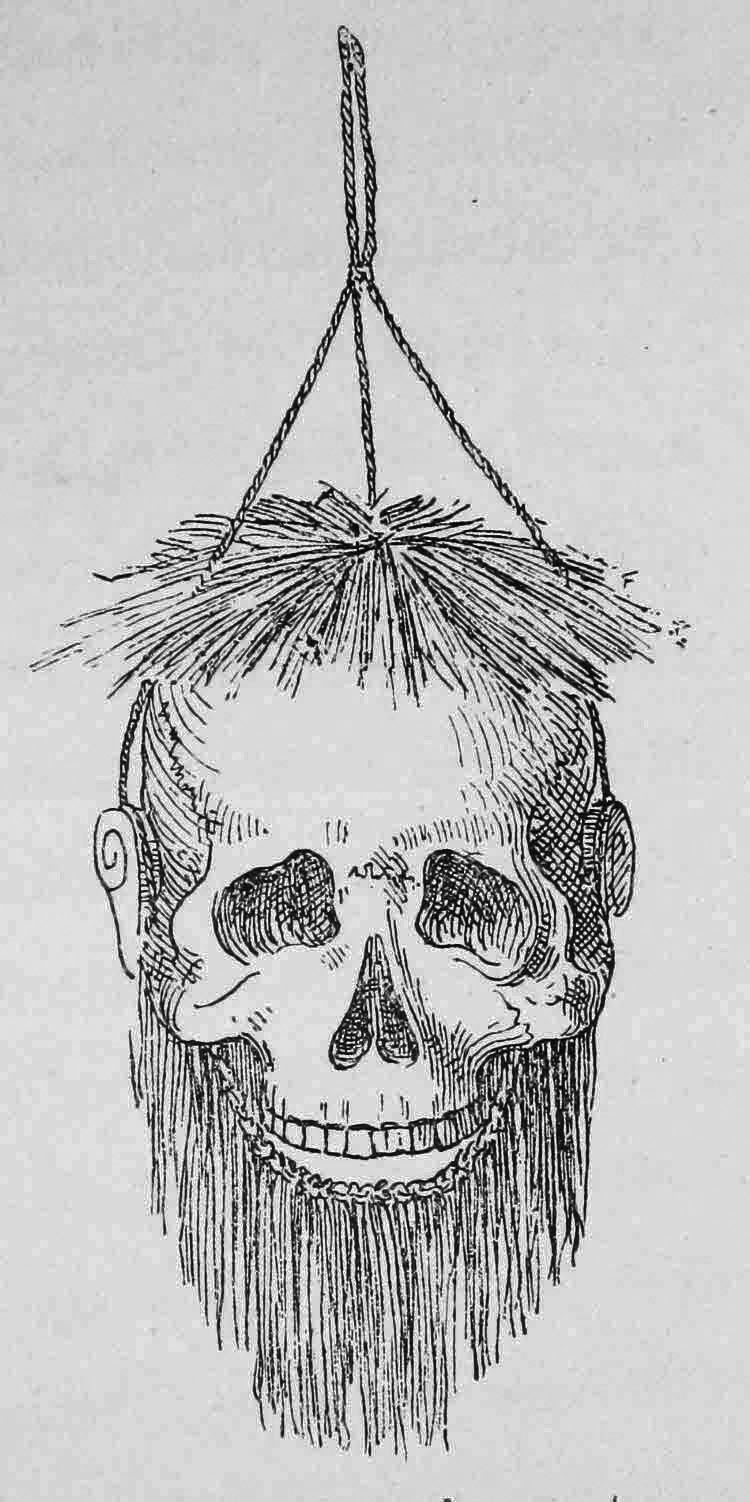
Teschio adornato per le cerimonie Nias- schizzo di elio Modigliani, 1886

La caccia all'uomo per ottenerne la testa non era tra i Nias rivolta solo contro i villaggi nemici. I teschi umani erano necessari per tutte le principali funzioni, ed il possesso di un teschio comportava anche e soprattutto il possesso dell'anima della vittima, che avrebbe servito nell'aldilà chi lo possedeva.
Né era necessario che la vittima avesse recato un qualsiasi torto, per meritare di farsi tagliare la testa; bastava che l'occasione fosse propizia per il cacciatore.

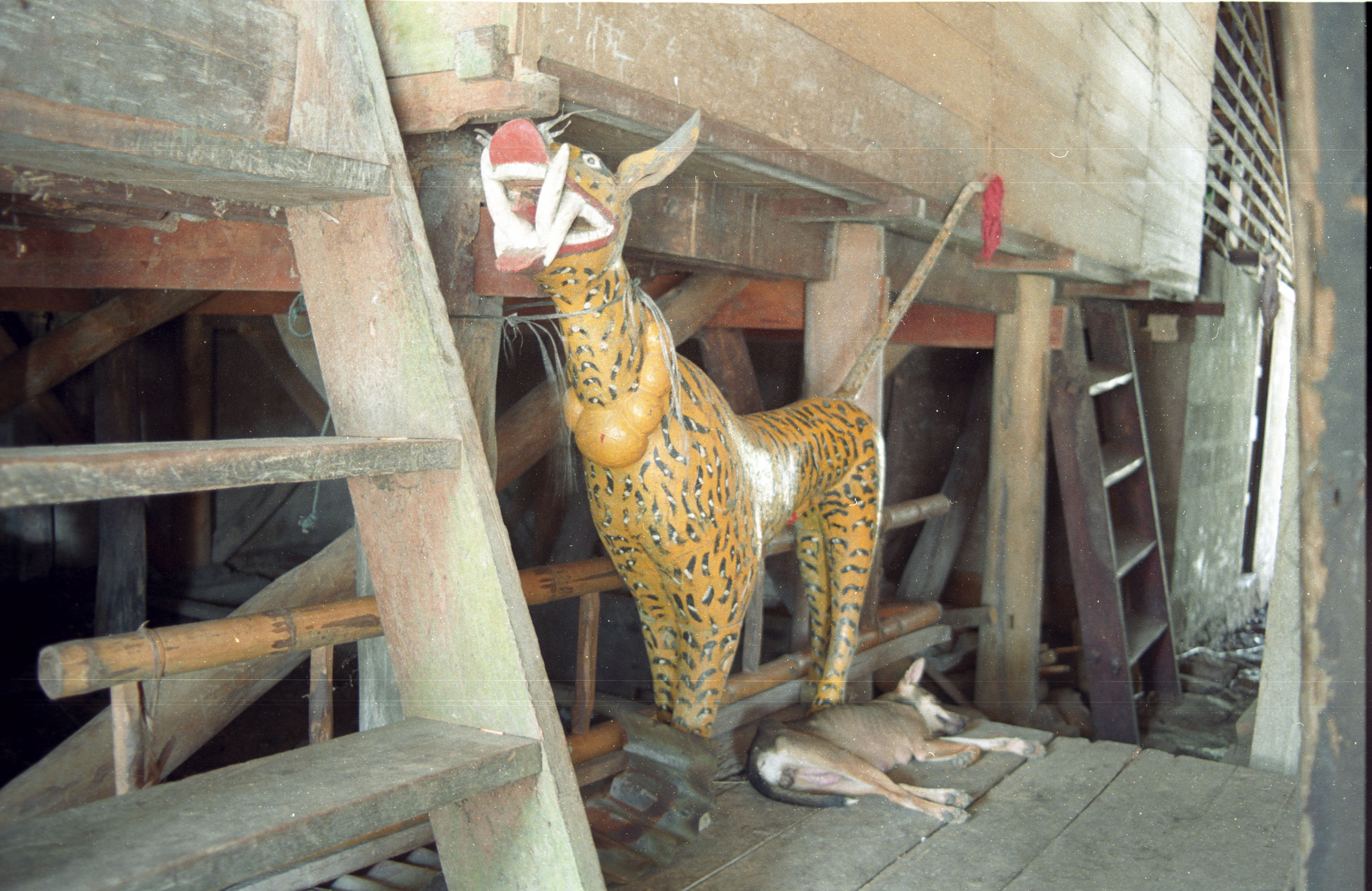
Feticcio di tigre a Hili Siametano, 2010.

Modigliani riportò al Museo di Storia Naturale di Firenze una straordinaria collezione, ivi compresi i teschi umani che il Museo desiderava poter studiare per confermare le teorie di Cesare Lombroso. La collezione consiste di armi, indumenti, usati dagli ere' (sciamani) nei riti improntati al feticismo (vividamente descritti nell'opera di Modigliani) e nella medicina tradizionale (ad esempio, per allontanare dal villaggio le epidemie si usa portare in processione il feticcio di una tigre).

## La spedizione del 1855 e la battaglia del 1856
In preparazione di una campagna militare, gli olandesi inviarono nel sud dell'isola due esploratori, piuttosto che una spedizione punitiva: erano i signori Nieuwenhuisen, un naturalista-antropologo e Rosenberg, un geografo, che passarono un anno in giro per l'isola, tra il settembre 1854 ed il settembre 1855.
Se in questo modo fu possibile ottenere una prima sia pur lacunosa mappa dell'isola (quella su cui Modigliani si sarebbe poi basato 30 anni dopo), la spedizione ebbe anche effetti nefasti poiché i due esploratori privilegiarono i rapporti con il villaggio di Fadòro (oggi Hili Simaetano), suscitando la gelosia del villaggio rivale di Orahili (oggi Bawo Mata Luo).
La situazione divenne irreparabile quando i guerrieri Orahili uccisero il capo Fata Gheo, sorpreso mentre stava acquistando merci da un mercante cinese sulla spiaggia: il gesto venne considerato un assassinio a tradimento, poiché i due villaggi non erano in guerra. Il conflitto si estese rapidamente ad altri villaggi. 

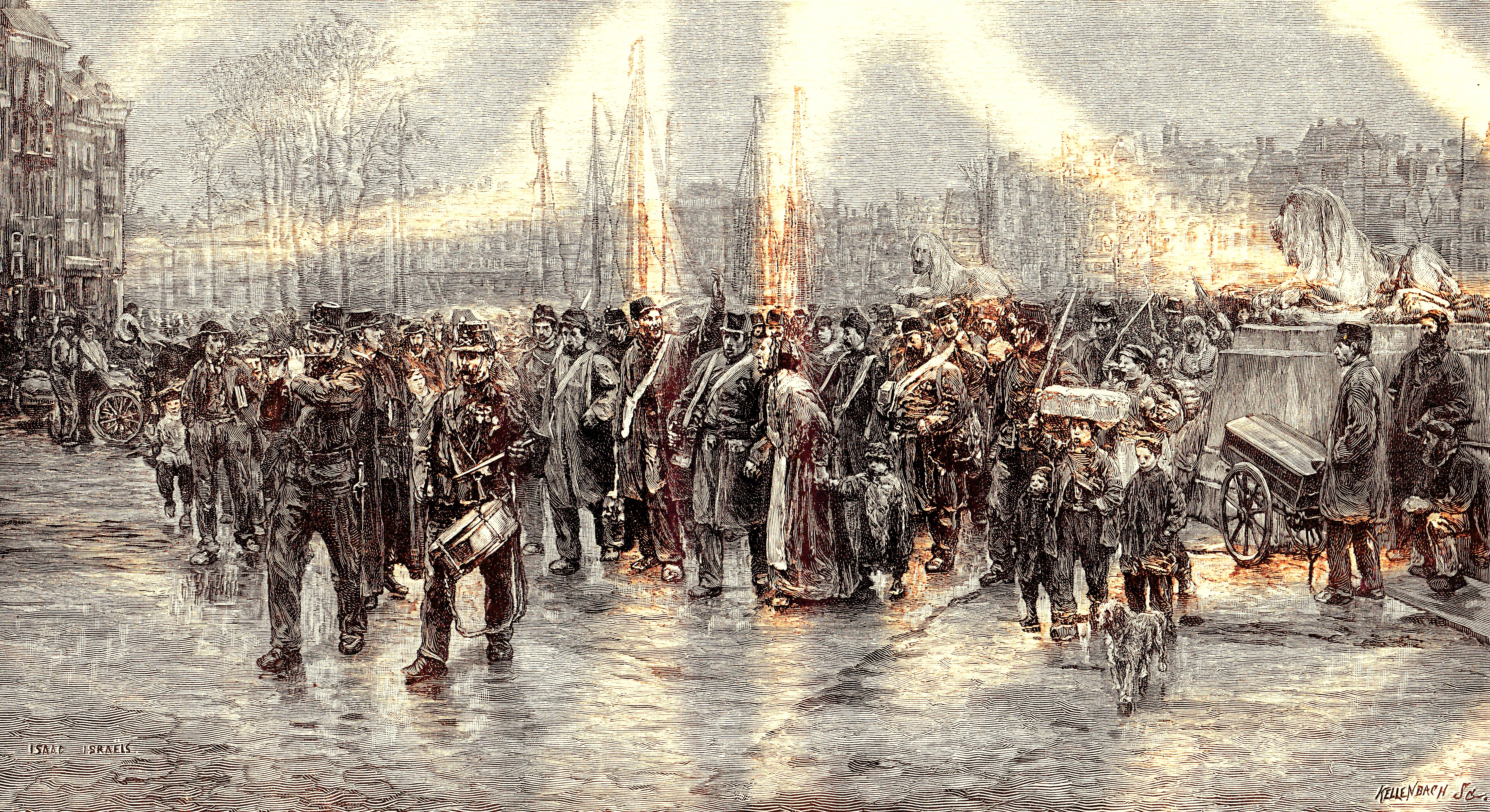
Truppe coloniali olandesi in partenza da Rotterdam (Isaac Israels)

Gli olandesi tentarono di intervenire, con l'invio di una nave con 25 fanti, ordinando a Orahili di consegnare gli assassini di Fata Gheo e pagare una multa.
Ma i capi di Orahili non se ne diedero per inteso, preparandosi invece ad attaccare la piccola spedizione, che giudiziosamente fu lesta a far vela per Gunung Sitoli.
Il Comandante De Vos, a capo della guarnigione di Gunung Sitoli, ne informò il suo superiore a Sumatra, ricevendone istruzioni per condurre una sostanziosa spedizione punitiva.
De Vos sbarcò a Lagundri con una goletta, 120 soldati, ed un pezzo di artiglieria e subito gli olandesi furono raggiunti dai guerrieri di Fadòro e Sendreachasi.
La mattina del 6 gennaio 1856, gli olandesi mossero all'assalto di Orahili, preceduti dai guerrieri di Fadòro che avevano per missione di aprir loro la strada sui sentieri fortificati.
Ma la manovra non riuscì, tanto che le truppe furono costrette a lasciare i sentieri e marciare attraverso una fitta giungla.
Era questa la situazione ideale per i guerrieri Orahili, che muovendosi sul loro proprio terreno, senza l'ingombro delle pesanti armi che invece portavano gli olandesi, poterono tendere continue imboscate e colpire in perfetto stile guerrigliero: "mordi e fuggi" con le armi bianche e gli archibugi, che per quanto antichi erano pur sempre letali a distanza ravvicinata.
A malapena gli olandesi riuscirono a raggiungere le mura di Orahili ma erano oramai esausti e demoralizzati dalle pesanti perdite subite; e dopo un tentativo poco convinto di darvi la scalata, iniziarono una frettolosa ritirata, lasciandosi dietro morti e feriti.
Si può immaginare il loro terrore, mentre gli Orahili li inseguivano nella foresta, cercando di chiudere le distanze per poter usare le lance e spade, contro le quali le baionette degli olandesi erano ben poca difesa.
Sia che la paura gli abbia messo le ali ai piedi, sia che gli Orahili abbiano esitato ad allontanarsi troppo dalle loro difese, in qualche modo il grosso della spedizione riuscì a raggiungere la salvezza della spiaggia e la sicurezza delle loro navi.
De Vos si affrettò a salpare da Nias Salatan, dopo avere giurato di ritornare e di rimanervi ed avere promesso la protezione del suo governo ai capi di Fadòro e Sendreachasi, che tuttavia rimanevano in balia di se stessi e di Orahili, forte della sconfitta appena inflitta alle forze unite degli olandesi e dei villaggi loro alleati. Ma non per molto.

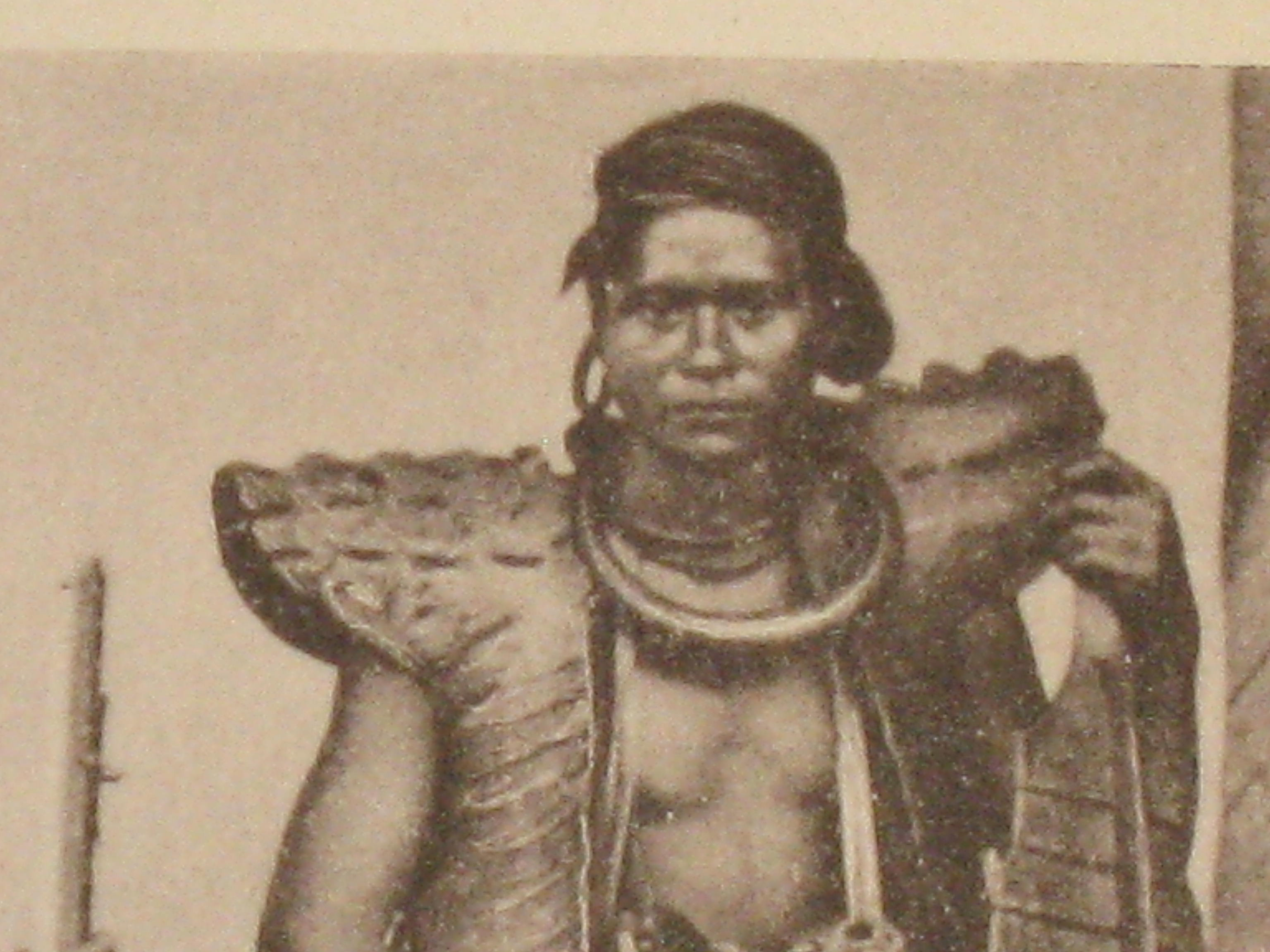
Il Capo Siwa Sahilu, comandante di 3000 guerrieri

Gli olandesi risposero con una spedizione punitiva, il principale loro intervento nella strafexpeditie naar Nias (Spedizione di Nias), condotto dalle forze del Koninklijk Nederlands Indisch Leger..
10 marzo 1856 una flottiglia dalle dimensioni mai viste prima gettò le ancore nella baia di Lagundri. Era composta dalle navi da guerra Padang e Banta, una goletta, un cutter, due barche a vela di medie dimensioni e due pontoni - l'equivalente dei mezzi da sbarco di oggi. 
A bordo, erano 185 uomini e 5 ufficiali, il cui armamento comprendeva cannoni da 80mm. Questa volta, gli olandesi agirono con maggior consapevolezza: il generale Van Swieten aveva ordini di imporre il governo olandese a Nias Salatan costruendovi una fortezza, in cui sarebbe rimasta una guarnigione di 75 uomini.
La metà degli uomini iniziò immediatamente ad abbattere 1600 alberi necessari alla costruzione, mentre l'altra metà era in armi, a guardia contro gli attacchi.
Ma i capi di Orahili avevano formato una potente alleanza con cinque villaggi, in grado di radunare una forza di ben 6.000 guerrieri, fissando la data dell'assalto per il 20 di marzo.
Fu una corsa contro il tempo: mai un forte fu costruito con simile rapidità, e se gli olandesi non furono pronti per il 20, sembra non lo fossero nemmeno gli Orahili, poiché il 23 di marzo il forte era completato, senza che l'assalto fosse sferrato. Per quattro anni, gli olandesi riuscirono a presidiare Nias Salatan.

## Lo tsunami del 16 febbraio 1861 e la caduta del forte di Lagundri

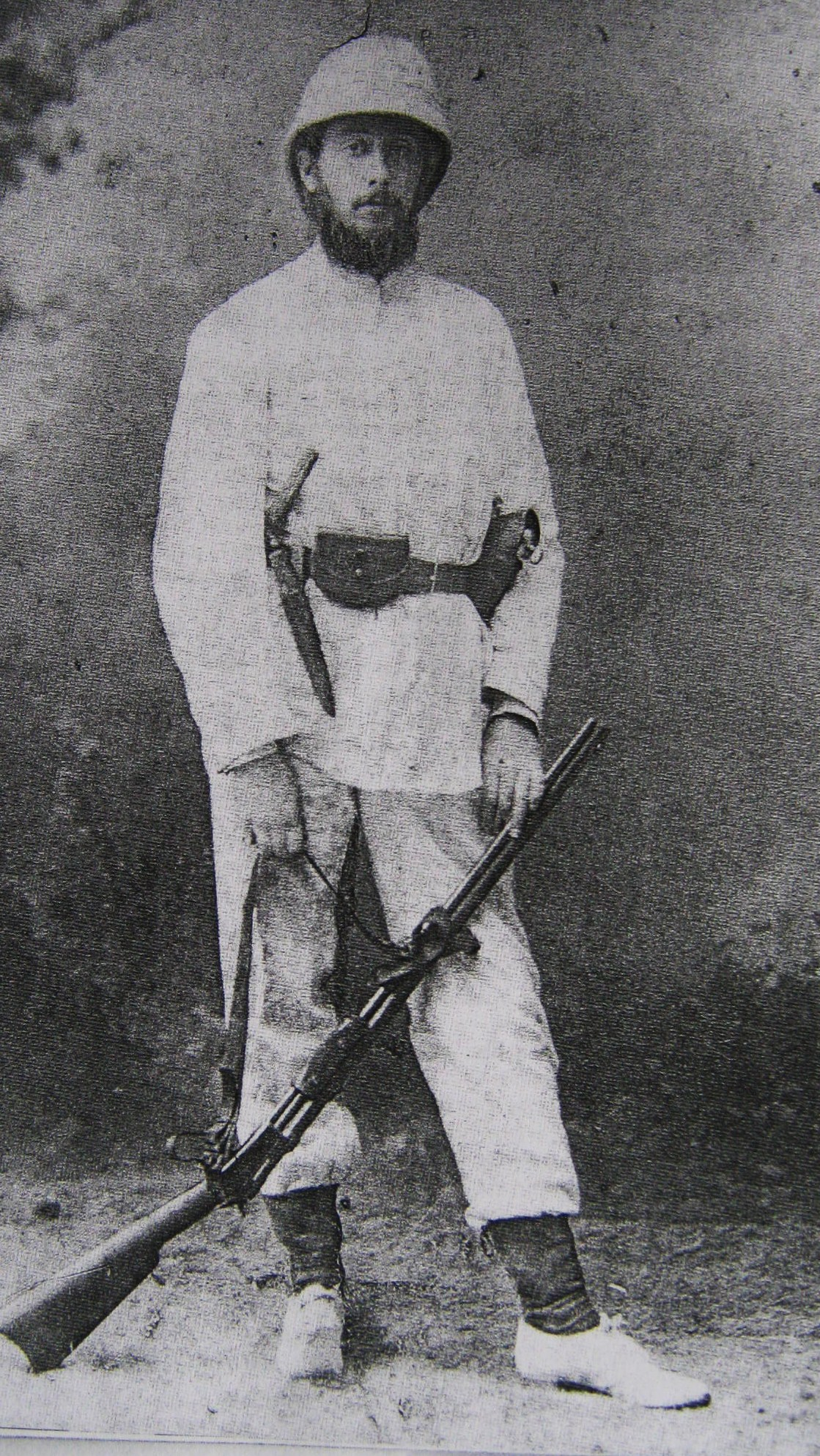
Ritratto di Modigliani del 1886

Il 16 febbraio 1861, un terremoto violentissimo sconvolse l'isola: tanto forte da sradicare gli alberi e gettare a terra le persone.
Il forte olandese fu subito distrutto ed i soldati fuggirono verso l'interno così salvandosi la vita, poiché pochi minuti dopo uno tsunami colpì la costa con onde di sette metri di altezza, spazzando via il forte, le case e una cinquantina tra uomini e donne che vennero inghiottiti dal mare.
Alla prima ondata ne seguirono altre due, prima che calasse la notte su di una scena di morte e desolazione.
I sopravvissuti olandesi cercarono rifugio a Hili Bobo, dove vennero ospitati fino a quando il capo di Orahili minacciò di attaccare il villaggio se gli olandesi non fossero sloggiati.
I sopravvissuti furono ben lieti di imbarcarsi su una barca malese per Sitoli, lasciandosi dietro le armi e le attrezzature rimaste tra le rovine della fortezza.
Quando, pochi giorni dopo, gli olandesi inviarono una nave da guerra per raccogliere i cannoni e gli altri armamenti che erano stati abbandonati, non trovarono nulla; ci avevano già pensato i guerrieri di Orahili, e quando gli olandesi chiesero loro di consegnarle, il capo rispose che una maledizione si sarebbe abbattuta sui suoi villaggi, se avessero restituito le armi; quindi era meglio se fossero gli stessi olandesi ad andare prenderle…
Una di queste colubrine fa ancora bella mostra si sé a Bawo Mata Luo; mentre un'altra, catturata dai guerrieri Fadoro, adorna l'ingresso a Hili Simaetano.

## Elio Modigliani a Hili Simaetano (1886)
Per questa fama di villaggio potente e guerriero, Elio Modigliani, che attraverso le sue ricerche negli archivi coloniali olandesi aveva ricostruito gli avvenimenti narrati qui sopra, tenne particolarmente a vistare questo villaggio durante la sua spedizione del 1886.

All'epoca della visita di Modigliani, i ripetuti tentativi degli olandesi di sottomettere Nias Salatan erano falliti, e gli stessi colonizzatori non osavano più avventurarsi nella regione ed avevano rinunciato ad inviarvi altre spedizioni punitive.

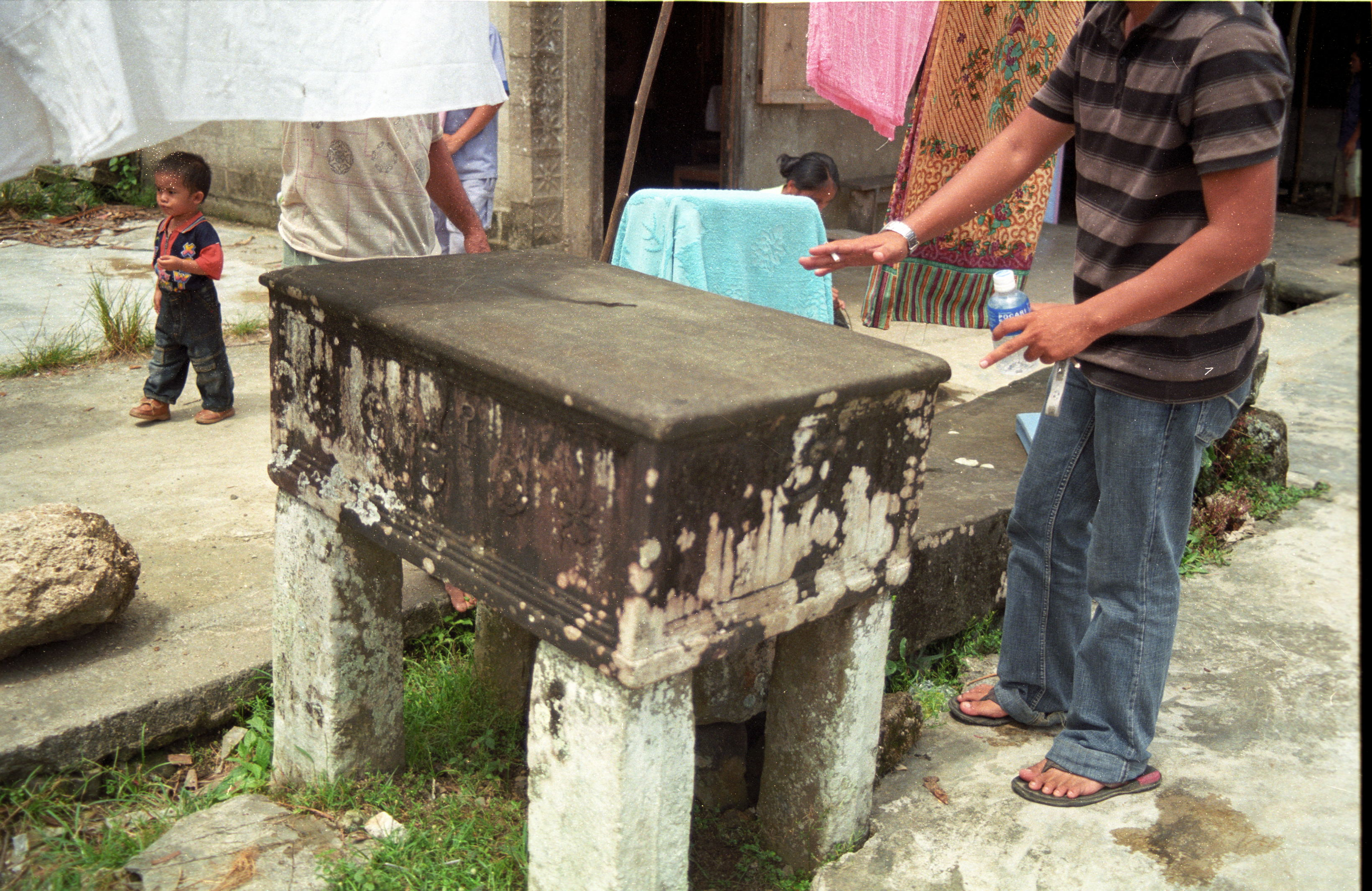
La riproduzione in pietra delle casse conquistata a Modigliani da Siwa Sahilu

Il giovane ed un po' irruento Modigliani rischiò la vita scontrandosi con il capo dei guerrieri, il potente Siwa Sahilu, che lo costrinse a fuggire dal villaggio, abbandonandovi alcune sue casse di provviste e attrezzature, le quali, considerate impagabili trofei, vennero replicate in grandezza reale con due monumenti in pietra che tutt'oggi fanno bella mostra di sé al centro del villaggio.
Lo scontro tra Elio Modigliani e Siwa Sahilu è stato descritto da Vanni Puccioni sulla base delle ricerche da lui effettuate nel medesimo villaggio nel 2010, intervistando i discendenti dei capi e dei guerrieri.
Quello che emerge di maggiormente interessante è come il capo Nias abbia condotto lo scontro con Modigliani sul filo della guerra psicologica, uscendone vincitore senza dovere sparare un colpo. 

### La guerra psicologica tra il capo Siwa Sahilu e Modigliani
Mentre Siwa Sahilu aveva ai suoi ordini centinaia di guerrieri e Modigliani aveva solo quattro accompagnatori, il capo Nias doveva affrontare l'incognita delle potenti, quanto misteriose armi di cui disponeva l'esploratore, prima tra tutte la sua carabina Winchester modello "Vulcan" la stessa che usava Buffalo Bill. I guerrieri Nias erano armati di fucili ad avancarica dell'epoca napoleonica, e in tutta l'isola non si era mai vista un'arma a ripetizione. Inoltre Modigliani sfoggiava nuove e ignote tecnologie, come la sua macchina fotografica, ed era in grado di curare la malaria, il che faceva di lui uno stregone. 
Per Siwa Sahilu era essenziale affermare la propria supremazia, avrebbe evitato lo scontro in campo aperto. 
Egli mirò quindi ad isolare Modigliani dal suo seguito, ben sapendo che da solo avrebbe quanto meno dovuto fuggire dal villaggio. 
Per farlo, assediò Modigliani nella capanna che gli serviva da rifugio, e al calar della notte vi fece penetrare un maiale attraverso le pareti di bambù, contando sul fatto che i quattro cacciatori giavanesi al seguito di Modigliani, essendo di religione musulmana, sarebbero fuggiti piuttosto che rischiare il contatto con quell'animale impuro. 
Modigliani riuscì a trattenerli, ma al mattino seguente dovette lasciare il villaggio, abbandonandovi parte del suo bagaglio. 
La supremazia di Siwa Sahuilu era salva; avrebbe poi potuto tendere un'imboscata a suo piacimento. 
Ma Modigliani si spostò con la sua imbarcazione in un'altra parte dell'isola, che avrebbe poi attraversato dall'interno, attraverso terre inesplorate in cui imperversavano i tagliatori di teste, per poi riapparire proprio a Hili Simaetano, con il suo sparuto seguito e avendo esaurito tutte le sue riserve. 
Il fatto di apparire improvvisamente proprio da quella direzione fu per Siwa Sahilu la prova degli straordinari poteri di Modigliani, dato che lo stesso capo per avventurarsi in quella direzione non si muoveva senza un drappello di almeno una ventina di guerrieri. 
Avendo ciascuno dato prova del proprio valore, Siwa Sahilu e Modigliani si riconciliarono. 